# Маряново-Бродовське
Маряново-Бродовське (пол. Marianowo Brodowskie, нім. Marienfelde) — село в Польщі, у гміні Сьрода-Велькопольська Сьредського повіту Великопольського воєводства.
Населення — 104 особи (2011).
У 1975-1998 роках село належало до Познанського воєводства.

## Демографія
Демографічна структура станом на 31 березня 2011 року:
|          | Загалом | Допрацездатний вік | Працездатний вік | Постпрацездатний вік |
| -------- | ------- | ------------------ | ---------------- | -------------------- |
| Чоловіки | 60      | 17                 | 37               | 6                    |
| Жінки    | 44      | 7                  | 25               | 12                   |
| Разом    | 104     | 24                 | 62               | 18                   |